# 송에어
송에어(영어: Song Air)는 한 때 존재했던 항공사로 델타 항공의 자회사이자 미국의 저비용 항공사로 2003년에 델타 익스프레스를 대체하기 위해 설립되어 2006년에 델타 항공과 통합했다.

## 역사
2003년 델타 항공은 델타 익스프레스를 없앤 대신 새로운 저비용 항공사 설립을 추진 했는데 송에어의 설립 목적은 미국 북동부의 도시와 플로리다주를 연결하는 노선의 제트블루 항공에 대한 대응책으로 플로리다와 서해안, 북동부와 서해안을 연결하는 노선을 운항했다. 허브 공항은 보스턴 로건 국제공항과 올랜도 국제공항이었다. 델타 항공에서 운영했기 때문에 스카이팀 멤버에 해당했다.
객석은 가죽에서 모든 자리에 위성 방송을 볼 수 있는 TV나 게임이 비치되어 있었다. 기내에서는 소프트 드링크가 무료로 제공되었다.
2006년 5월 이후 송에어 운항이 중지되고 델타 항공에 합병을 2005년 10월에 발표되었다. 송에로 운항하고 있던 48대의 보잉 757-200은 델타 항공의 디자인에 다시 재도색 후 26석의 퍼스트 클래스 자리를 마련했다. 위성 방송이나 좌석 사이가 넓다는 이유로 장거리 노선에서 서비스가 계속된다.

## 보유 기종
- 보잉 757-200: 48대

## 사진

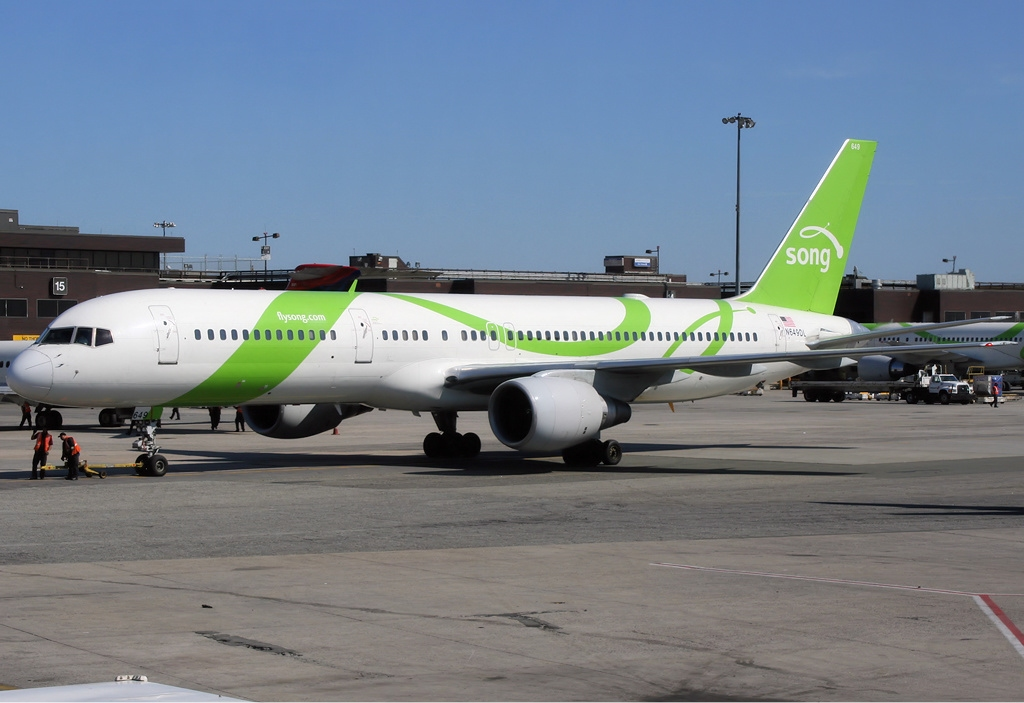
송에어의 보잉 757-200
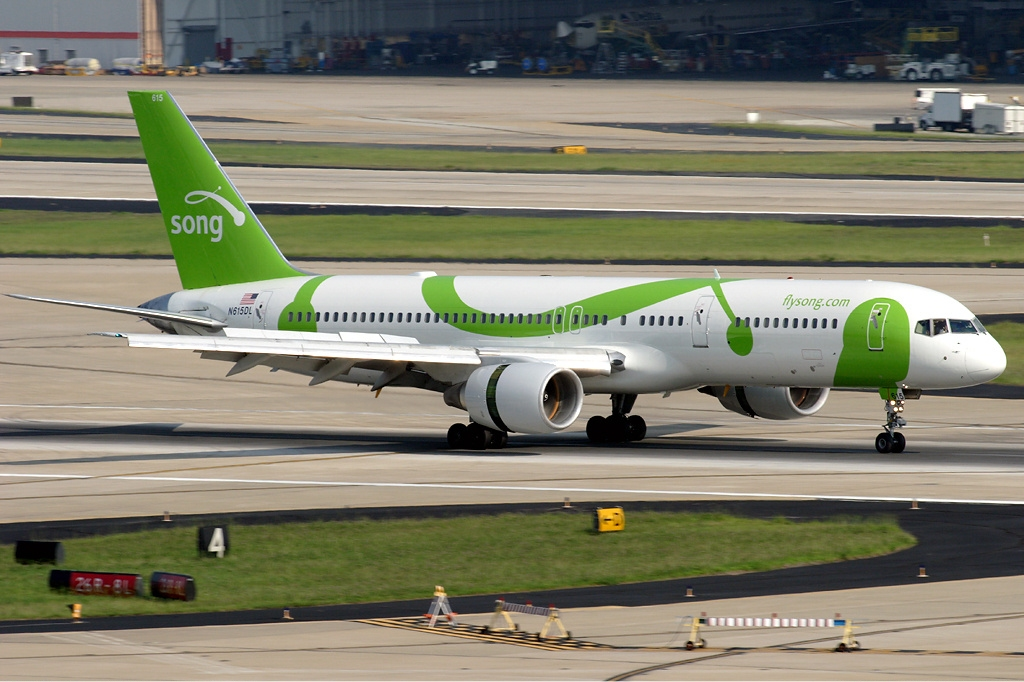
송에어의 보잉 757-200
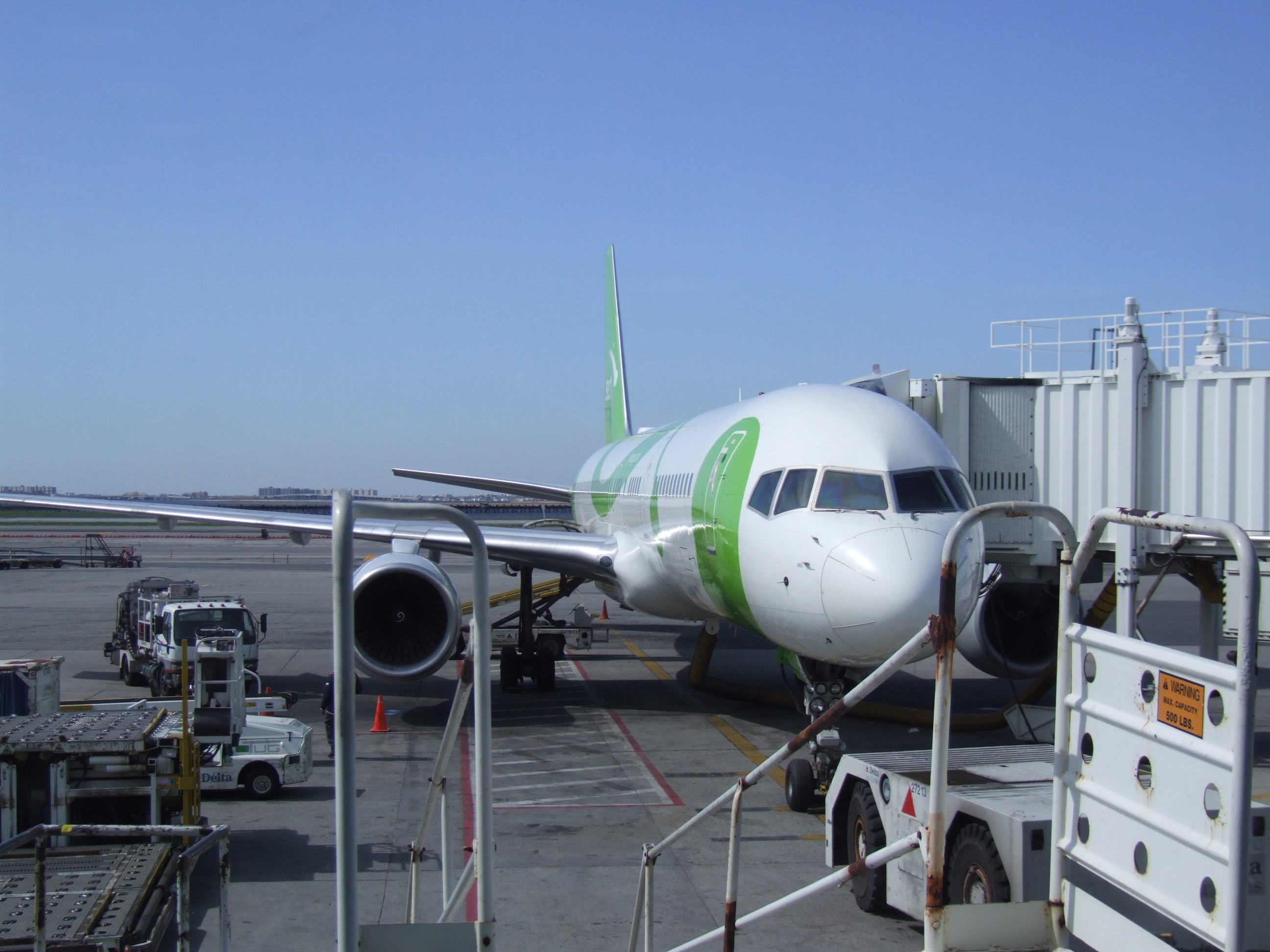
송에어의 보잉 757-200

## 같이 보기
- 유나이티드 셔틀
- 테드 항공
- 콘티넨털 라이트
- 델타 익스프레스
- 델타 항공
- 제트블루